# インナートリップ・イデオローグ・リサーチセンター
インナートリップ・イデオローグ・リサーチセンター（IIC）は、霊友会の政治組織。自民党の友好団体でもある。
霊友会が宗教活動以外に行なっている教団としての社会活動団体の一つ。他にはインナートリップ青少年センターや財団法人インナートリップ国際交流協会などがある。セミナーや講演活動を行う。
2006年12月に、東京虎ノ門にあるホテル「虎ノ門パストラル」で創立30周年記念祝賀会が行われ、安倍晋三内閣総理大臣も出席した。ほかに「マンスリーIIC」という冊子を発行している。